# Деланнуа, Жан
Жан Деланнуа (фр. Jean Delannoy, 12 января 1908, предместье Парижа, Иль-де-Франс, Франция — 18 июня 2008, Генвиль, Эр и Луар, Франция) — французский актёр, кинорежиссёр, сценарист, продюсер и монтажёр.

## Биография
Жан Деланнуа родился 12 января 1908 года, в предместьях Парижа, в семье гугенотов-протестантов, выходцев из Нормандии.
Будучи студентом, снялся в 1920-х гг в нескольких фильмах, после стал режиссёром, к середине 1930-х став известным по европейским меркам. Получил Гран-при Каннского кинофестиваля, был номинантом на Золотую пальмовую ветвь.
Наиболее известны фильмы — «Собор Парижской Богоматери» (1956), «Принцесса Клевская» (1961), «Двуспальная кровать» (1966), «Человек действия» (1967).
В фильмах Жана Деланнуа снимались Жан-Луи Барро, Пьер Бланшар, Жан Габен, Мишель Морган, Жан Марэ, Марина Влади, Джина Лоллобриджида, Энтони Куинн,  Ален Кюни,  Жан-Франсуа Порон и другие известные актёры.
В 1986 году за многолетний вклад во французское искусство кино Жан Деланнуа получил кинопремию Сезар.

### Смерть
Жан Деланнуа умер в своём доме в Генвиле, департамент Эр и Луар, 18 июня 2008 года в возрасте 100 лет. Похоронен на городском кладбище.

## Фильмография

### Режиссёр
- 1933 — Париж-Довиль / Paris-Deauville
- 1937 — Золотая Венера / La Vénus de l'or
- 1941 — Чёрный алмаз / Le diamant noir
- 1942 — Лихорадка / Fièvres
- 1942 — Макао, ад картёжников / Macao, l'enfer du jeu
- 1942 — Убийца боится ночи / L'assassin a peur la nuit
- 1942 — Понкарраль, полковник империи / Pontcarral, colonel d'empire
- 1943 — Вечное возвращение / L'éternel retour
- 1944 — Горбун / Le bossu
- 1945 — Часть тени / La part de l'ombre
- 1946 — Пасторальная симфония / La symphonie pastorale
- 1947 — Последний шанс / Les jeux sont faits
- 1948 — Глазами памяти / Aux yeux du souvenir
- 1949 — Тайна Майерлинга / Le secret de Mayerling
- 1950 — Бог нуждается в людях / Dieu a besoin des hommes
- 1951 — Дикий ребёнок / Le garçon sauvage
- 1952 — Минута истины / La minute de vérité
- 1953 — Дорога Наполеона / La route Napoléon
- 1954 — Альковные секреты / Secrets d’alcôve
- 1954 — Судьбы / Destinées
- 1954 — Одержимость / Obsession
- 1955 — Бродячие собаки без ошейников / Chiens perdus sans collier
- 1956 — Собор Парижской Богоматери / Notre-Dame de Paris
- 1956 — Мария-Антуанетта — королева Франции / Marie-Antoinette reine de France
- 1958 — Мегрэ расставляет сети / Maigret tend un piège
- 1959 — Мегрэ и дело Сен-Фиакр / Maigret et l'affaire Saint-Fiacre
- 1960 — Барон де Л’Эклюз / Le Baron de l'écluse
- 1960 — Француженка и любовь / La française et l'amour
- 1961 — Принцесса Клевская / La princesse de Clèves
- 1961 — Свидание / Le rendez-vous
- 1963 — Имперская Венера / Venere imperiale
- 1964 — Особенная дружба / Les Amitiés particulières
- 1965 — Мажордом / Le majordome
- 1966 — Итальянская любовница / Султаны / Les Sultans
- 1966 — Двуспальная кровать / Le lit à deux places
- 1967 — Человек действия / Les Sultans
- 1967 — Солнце бродяг / Le soleil des voyous
- 1970 — Кожа Торпедо / La peau de torpedo
- 1972 — Оса – не дура / Pas folle la guêpe
- 1981 — Патер Мартин / Frère Martin
- 1987 — Всё будет в конце / Tout est dans la fin
- 1988 — Бернадетт / Bernadette
- 1989 — Страсти по Бернадетте / La passion de Bernadette
- 1995 — Мария из Назарета / Marie de Nazareth

### Сценарист
- 1941 — Чёрный алмаз / Le diamant noir
- 1942 — Убийца боится ночи / L'assassin a peur la nuit
- 1945 — Часть тени / La part de l'ombre
- 1946 — Пасторальная симфония / La symphonie pastorale (адаптация)
- 1947 — Последний шанс / Les jeux sont faits (адаптация)
- 1948 — Глазами памяти / Aux yeux du souvenir
- 1949 — Тайна Майерлинга / Le secret de Mayerling
- 1951 — Дикий ребёнок / Le garçon sauvage (адаптация)
- 1952 — Минута истины / La minute de vérité
- 1953 — Дорога Наполеона / La route Napoléon
- 1954 — Альковные секреты / Secrets d’alcôve
- 1954 — Одержимость / Obsession
- 1955 — Бродячие собаки без ошейников / Chiens perdus sans collier (и сюжет, в титрах не указан)
- 1956 — Мария-Антуанетта — королева Франции / Marie-Antoinette reine de France
- 1958 — Мегрэ расставляет сети / Maigret tend un piège (адаптация)
- 1959 — Мегрэ и дело Сен-Фиакр / Maigret et l'affaire Saint-Fiacre (адаптация)
- 1960 — Барон де Л’Эклюз / Le Baron de l'écluse (в титрах не указан)
- 1961 — Принцесса Клевская / La princesse de Clèves (в титрах не указан)
- 1961 — Свидание / Le rendez-vous
- 1963 — Имперская Венера / Venere imperiale
- 1966 — Султаны / Les Sultans
- 1967 — Солнце бродяг / Le soleil des voyous (адаптация)
- 1970 — Кожа Торпедо / La peau de torpedo (адаптация)
- 1972 — Оса – не дура / Pas folle la guêpe (адаптация)
- 1981 — Патер Мартин / Frère Martin
- 1987 — Всё будет в конце / Tout est dans la fin
- 1988 — Бернадетт / Bernadette
- 1989 — Страсти по Бернадетте / La passion de Bernadette
- 1995 — Мария из Назарета / Marie de Nazareth

### Продюсер
- 1965 — Мажордом / Le majordome

### Монтажёр
- 1934 — Король Елисейских полей / Le roi des Champs-Élysées
- 1936 — Михаил Строгов / Michel Strogoff
- 1936 — Нитчево / Nitchevo
- 1937 — Огонь! / Feu!
- 1937 — Товарищ / Tovaritch
- 1942 — Лихорадка / Fièvres

## Премии и награды
- Гран-при Каннского кинофестиваля («Пасторальная симфония»)